# الجمعية الملكية الآسيوية
الجمعية الملكية الآسيوية هي جمعية تعني بدراسة الشرق. أسست بميثاق ملكي عام 1824م. تصدر الجمعية «مجلة الجمعية الآسيوية الملكية».
للجمعية مكتبة تضم أكثر من 2000 مخطوط من كل أقطار آسية[ ؟ ]، بما فيها مخطوطات عربية وفارسية وتركية. أعد مورلي W. H. Morley ولوسترانج وكودرينجتون O. Codrington فهارس للمخطوطات الشرقية في مكاتب الجمعية.

## الرئيس
رئيس الجمعية حاليًا هو البروفيسور أنتوني ستوكويل (2018-2021) ونائب الرئيس هو الدكتور ب. بريند.

## الرؤساء السابقون
قائمة من تولى رئاسة الجمعية:
- 2003–2006 فرنسيس روبنسون
- 2000–2003 Anthony Stockwell
- 1997–2000 فرنسيس روبنسون
- 1970–1971 Basil W. Robinson
- 1967–1970 Charles Fraser Beckingham
- 1946–1949 The Earl of Scarbrough  [لغات أخرى]‏
- 1893–1921 Donald James Mackay, 11th Lord Reay
- 1890–1893 Thomas George Baring
- 1887–1890 Thomas Francis Wade
- 1884–1887 وليم موير
- 1878–1881 هنري رولنسون
- 1869–1871 هنري رولنسون
- 1864–1867 Sir Thomas Edward Colebrooke  [لغات أخرى]‏
- 1858 William Henry Sykes
- 1855–1858 هوراس ويلسون  [لغات أخرى]‏
- 1849–1852 Lord Ellesmere  [لغات أخرى]‏
- 1841–1842 George Augustus Frederick Fitzclarence  [لغات أخرى]‏
- 1823–1841 Charles Watkin Williams-Wynn  [لغات أخرى]‏

## وصلات خارجية
- موقع الجمعية الملكية الآسيوية